# Heide Ziegler
Heide Ziegler (* 5. April 1943 in Sagan) ist eine deutsche Literaturwissenschaftlerin und war von 1990 bis 1992 Prorektorin und 1992 bis 1996 Rektorin der Universität Stuttgart.

## Leben
Nach ihrem Staatsexamen in  klassischer Philologie und englischer Literatur 1969 an der Georg-August-Universität Göttingen wurde sie 1976 an der Julius-Maximilians-Universität Würzburg in amerikanischer Literatur zur Dr. phil. promoviert und dort 1982 habilitiert.
Im Anschluss an eine Gastprofessur an der University of Texas at Austin von 1982 bis 1984, wurde Ziegler 1984 auf den Lehrstuhl für Amerikanistik und Neuere Englische Literatur an die Universität Stuttgart berufen. Von 1990 bis 1992 war sie Prorektorin für Lehre und von 1992 bis 1996 Rektorin der Universität Stuttgart. Seit 2011 ist Ziegler emeritiert. 
1998 wurde sie Mitbegründerin und Präsidentin der privaten International University in Germany in Bruchsal. Sie verließ die Hochschule zum 30. September 2005, um an die Universität Stuttgart zurückzukehren.
Heide Ziegler engagiert sich besonders in der Bildungspolitik. Ihre literaturwissenschaftlichen Interessen reichen von dem Einfluss der Antike auf die europäische Literatur über die  Kanondebatte bis zur  postmodernen  und zeitgenössischen englischen und amerikanischen Literatur.